# Microdesmus luscus
Microdesmus luscus är en fiskart som beskrevs av Dawson, 1977. Microdesmus luscus ingår i släktet Microdesmus och familjen Microdesmidae. Inga underarter finns listade i Catalogue of Life.